# Гимназия № 29 (Минск)
Гимназия № 29 — гимназия в городе Минске (Беларусь).

## История
Школа № 51 открылась в Минске в 1954 году, после выделения части классов школы № 26. Первым директором нового учебного заведения стал Феликс Владимирович Кец. В 1975 году в школе впервые открылись математические классы, в 1985 году — английские.
В 1987 году школа была разделена на начальные и старшие классы, которые были размещены в только что построенном дополнительном здании. В 1994 году пост директора занял Виктор Васильевич Пшиков. В этом же году в старшей школе открылись многопрофильные классы физико-математического, химико-биологического и гуманитарного направлений.
По воспоминаниям Виктора Пшикова, в начале его работы в школе № 51 «в личных делах учеников числилось несколько преступлений и 20–30 правонарушений», а педагоги массово уходили из школы. Понадобился новый подход — разработка системы поддержки и стимулирования учеников и учителей. В 1995 году в школу перешли авторы передовой методики преподавания физики Геннадий Кембровский и Михаил Сенюк, вслед за которыми перешёл в полном составе специализированный физический десятый класс. После этого на протяжении 12 лет в школе ежегодно набирался профильный физический класс из выпускников восьмых классов разных учебных заведений Минска. Физические классы школы № 51 стали одними из наиболее престижных в Минске, в них начали переходить учащиеся других школ. В 2004 году на XXXV Международной олимпиаде по физике воспитанник школы № 51 (в дальнейшем аспирант Национальной академии наук Беларуси) стал первым в истории участия сборных Беларуси в соревнованиях этого уровня победителем в абсолютном зачёте.
В 2008 году на базе СШ № 51 зарегистрировано Государственное учреждение образования «Гимназия № 29 г. Минска», успешно прошедшее переаккредитацию в 2011 году.

## Образовательный процесс
Структура учебного заведения включает разделение на три этапа:
- Начальная школа (1—4 классы)
- Гимназические классы (5—9)
- Гимназические классы по направлениям — физико-математическое, химико-биологическое, гуманитарное (10—11)

В 2013-14 учебном году в начальных классах обучалось 600 детей, в гимназических — 800
Внеклассная работа включает театральные, литературные, музыкальные кружки, экономические студии, клубы, занятия по декоративно-прикладному искусству.

## Достижения
- 2001 — международный турнир по физике — бронзовая медаль (Татьяна Буренкова)[7]
- 2004 — XXXV Международная олимпиада по физике, Паханг (Южная Корея) — победа в абсолютном зачёте (Александр Михалычев)
- 2008 год — бронзовая медаль с международной олимпиаде по математике (Войделевич Алексей)
- I место на городском конкурсе «Зеленый мир дома», II место на Республиканском конкурсе
- 2009 год — награждение учителей и учащихся (Премия Спецфонда Президента Республики Беларусь)[8]
- 2009 год — победители Республиканских предметных олимпиад[9]
- 2009 год — III Международная олимпиада по астрономии и астрофизике среди школьников (Тегеран, Иран) — золотая медаль (Хорошко Владимир)
- 2009 год — серебряная медаль по математике с Международной олимпиады в Бремене (Германия)[10]
- 2010 — Международная олимпиада по физике, Загреб: золотая медаль (выпускник 11 класса Андрей Клишин), бронзовая медаль (Юрий Харитонович)[5]; IV Международная олимпиада по астрономии и астрофизике среди школьников, Китай — первое и третье места в личном зачете (Галина Алуф и Захар Плодунов)[11]
- 2013 — вместе с гимназиями № 1 и № 41 гимназия № 29 принесла в копилку Минска почти треть всех медалей, завоёванных столичными учащимися на республиканских предметных олимпиадах[12]
- I место на Международном Турнире Юных Естествоиспытателей (IYNT, г. Эскишехир, Турция. Руководители команды - Сенюк Сергей Михайлович и Сапронова Юлия)
- 2014 — серебряная медаль Международной олимпиады по физике, Астана (Антон Хвалюк)[13]

## Библиотека
Общий фонд библиотеки составляет более 48 тысяч экземпляров, из них учебный фонд составляет — 29 006 экземпляров.
Фонд библиотеки постоянно комплектуется  книгами серии  «Школьная библиотека», соответствующей школьной программе,  справочная, отраслевая и художественная и социально-значимая литература приобретается в книжной торговой сети. Библиотека  принимает в дар от родителей и учащихся гимназии художественную, справочную и научно-популярную литературу.
Фонд периодических изданий содержит более 31 наименований журналов и газет.
Читальный зал библиотеки рассчитан на 25 посадочных мест.
Библиотека оснащена 3 компьютерами, сканером и принтером. Оборудовано автоматизированное рабочее место для учащихся и преподавателей с выходом в Интернет и возможностью работать с каталогом «Интернет-ресурсы  в помощь педагогам и учащимся» (электронные ресурсы удаленного доступа).
Информационные, поисковые и справочные функции выполняет имеющийся в  библиотеке электронный каталог MarkSQL (версия для школьных библиотек). В апреле 2017 года установлен новый программный комплекс «Библиограф» и оборудовано АРМ для библиотекаря. В электронный каталог введен учебный фонд, ведётся ретроввод основного фонда в электронный каталог.

## Связи и сотрудничество
С гимназией № 29 сотрудничают следующие вузы и научные организации:
- Белорусский государственный университет
- Белорусский государственный университет информатики и радиоэлектроники
- Национальная академия наук Республики Беларусь
- Московский физико-технический институт

Шефы
- ЗАО «Атлант»
- ОАО «Планета»